# 肯尼亞水珍魚
肯尼亞水珍魚，為輻鰭魚綱水珍魚目水珍魚科的其中一種，為深海魚類，分布於西印度洋肯亞至南非海域，水深可達590公尺，體長可達15公分，棲息在底層水域，生活習性不明。

## 扩展阅读
維基物種上的相關：肯尼亞水珍魚